# Republikanska nacionalna garda
Republikanska nacionalna garda (port. Guarda Nacional Republicana, kratica GNR) portugalske su snage sigurnosti s vojnom organizacijom (žandarmerija), zadužene za javnu sigurnost, održavanje reda i zaštite javne i privatne imovine na cjelokupnom portugalskom državnom području, osobito u ruralnim dijelovima kopnenog Portugala.
GNR je osnovana 1801. kao Kraljevska garde policije (Guarda Real da Polícia), po uzoru na francusku žandarmeriju.

## Vanjske poveznice
|  | Zajednički poslužitelj ima još gradiva o temi Republikanska nacionalna garda |

- Guarda Nacional Republicana (pt)